# Pseudopostega attenuata
Pseudopostega attenuata là một loài bướm đêm thuộc họ Opostegidae. It is probably a rather widespread species in the American lowland tropics. The species được tìm thấy ở Costa Rica, tây bắc Brasil và tây nam Ecuador.
Chiều dài cánh trước là 1.8-2.2 mm. Con trưởng thành bay từ tháng 2 đến tháng 6 in Costa Rica và Brazil và vào tháng 1 in Ecuador.